# エヴェルトセン (駆逐艦)
エヴェルトセン (Evertsen)はオランダ海軍のファン・ゲント級駆逐艦である。1942年3月1日、エヴェルトセンはバタビア沖海戦中、日本海軍の艦船の攻撃を受け擱座した。

## 艦歴
1925年8月5日、エヴェルトセンはロッテルダムにあるバーガーハウト造船所で起工され、1926年12月29日に進水した。1928年4月12日、エヴェルトセンは就役した。
1928年9月27日、エヴェルトセンと姉妹艦のデ・ロイテルはオランダ領東インドへ向けてオランダを出港した。
1929年7月29日、エヴェルトセン、デ・ロイテル、巡洋艦ジャワ、潜水艦KIIとKVIIはスラバヤを出港し、タンジュンプリオクへ航海した。一団はタンジュンプリオクでシャム王国の王室ヨット、マハ・チャクリと駆逐艦プラ・ルアンと待ち合わせた。その後、潜水艦以外はバンカ、ブリトゥン、リアウ、リンガ諸島、ベラワン、デリを訪問した。8月28日、一団はタンジュンプリオクに帰還した。8月31日、エヴェルトセンはオランダのウィルヘルミナ女王の誕生日を祝してタンジュンプリオクで行われた観艦式に参加した。観艦式に参加した船には駆逐艦デ・ロイテルと巡洋艦ジャワがいた。
1931年5月14日、巡洋艦スマトラ、デ・ロイテル、5隻の潜水艦との演習中、スマトラがケバトエ島付近の海図に載っていない岩礁で座礁した。スマトラはその後スンバとタグボートに引き揚げられた。
1936年11月13日、スマトラ、ジャワ、駆逐艦エヴェルトセン、ヴィッテ・デ・ヴィット、ピート・ハインから成る艦隊はシンガポールを訪問した。訪問の前、艦隊は南シナ海で演習していた。

### 第二次世界大戦
1940年から1942年までエヴェルトセンは主にオランダ領東インドで船団護衛を務めた。1942年2月末、スラバヤ沖海戦の後、エヴェルトセンはW・M・デ・フリース少佐の指揮の元、オーストラリア軽巡洋艦パースとアメリカ重巡洋艦ヒューストンと共にタンジュンプリオクからスンダ海峡を経てチラチャップへ脱出するよう命じられた。パースとヒューストンは2月28日19:00に出港したが、エヴェルトセンは遅れ、2時間後に出港した。
この海峡を通過する航路は連合国の情報機関によって以前は問題ないと報告されていたが、不幸にも重巡洋艦2隻、軽巡洋艦1隻、駆逐艦9隻から成る日本艦隊が夜間にスンダ海峡の東端にあるバンテン湾で輸送船団と共に上陸作戦を開始していた。パースとヒューストンはこの部隊と遭遇し、3月1日の真夜中に終了した激しい夜戦で、2隻とも沈没した。
エヴェルトセンはヒューストンとパースとの合流を試みた。エヴェルトセンの乗組員は主戦闘の砲火を目撃し、なんとか日本軍の主力部隊を回避した。しかし、エヴェルトセンはその後海峡で2隻の日本駆逐艦(叢雲と白雲)と交戦し、火災が発生して沈没しつつある状態でセブク島付近の岩礁で擱座した。生き延びた乗組員は弾薬庫が爆発し艦尾が吹き飛んだ後すぐに船を放棄した。1942年3月9日～10日に彼らは日本軍の捕虜となった。